# Nesticus karyuensis
Espèce
Nesticus karyuensis est une espèce d'araignées aranéomorphes de la famille des Nesticidae.

## Distribution
Cette espèce est endémique du Japon.

## Étymologie
Son nom d'espèce, composé de karyu et du suffixe latin -ensis, « qui vit dans, qui habite », lui a été donné en référence au lieu de sa découverte.

## Publication originale
- Yaginuma, 1980 : Supplementary notes on Japanese nesticid spiders, with the descriptions of two new species. Faculty of Letters Revue, Otemon Gakuin University, vol. 14, p. 241-250.